# Crkva sv. Ante Pustinjaka u Đelilovcu
Crkva sv. Ante Pustinjaka, rimokatolička crkva u Đelilovcu, Podkraj kod Travnika.
1879. godine je odvajanjem od župe Ovčareva osnovana na području današnje župe Podkraja župa u selu Đelilovcu. Bila je posvećena sv. Anti Pustinjaku. Tu je u Radovu (vidljivo na kamenu temeljcu) sagrađena drvena crkva bez zvonika. Zapravo je bila baraka u kojoj su slavljene mise. 1905. godine je župnik franjevac iz Guče Gore o. Ljubomir Kotromanović kupio zemljište na mjestu gdje je današnja župna crkva sv. Ane i župna kuća. Svjedok je spomen-ploča iznad ulaznih vrata današnjeg župnog ureda u Podkraju. Na mjestu gdje je bila prva crkva sagrađena je obiteljska kuća, a kamen temeljac prve crkve je ugrađen na gospodarski objekt. U spomen na ovu prvu crkvu je 2019. podignuta u Podkraju spomen-kapela sv. Marte.
Sagradio ju je 2019. godine župnik vlč. Vito Šošić sa župljanima oko 200 metara od mjesta gdje je bila prva crkva u Đelilovcu. Kapela je spomen na prvu crkvu na području župe, crkva sv. Ante Pustinjaka u Đelilovcu, Podrkaj. 29. srpnja blagoslovio je kapelu gučogorski arhiđakon mons. dr. Pavo Jurišić. Na svetu Martu će se u budućim vremenima slaviti Sveta misa kod kapele koja je sagrađena na spomen prve crkve.